# 5월 이후
5월 이후(Apres mai, Something in the Air)는 프랑스에서 제작된 올리비에 아사야스 감독의 2012년 드라마 영화이다. 클레망 메타예 등이 주연으로 출연하였다.

## 출연

### 주연
- 클레망 메타예
- 펠릭스 아르망
- 롤라 크레톤
- 돌로레스 채플린
- 인디아 메누에즈

## 제작진
- 프로듀서: 찰스 길리버트
- 프로듀서: 마린 카미츠
- 프로듀서: 나다나엘 카미츠
- 미술: 프랑소와 르노 라바르세
- 배역: 안토니에트 불라